# The Rumbling
「The Rumbling」（ザ・ランブリング）は、SiMの楽曲。2022年2月7日にポニーキャニオンから配信リリースされた。2022年1月10日にリリースされたTV Sizeは、米ビルボード・ホットハードロックソングチャートで、登場2週目の2022年1月29日に1位を獲得した。

## 背景
前作『Devil in Your Heart』以来約2年ぶりのリリースとなり、ポニーキャニオンへのレーベル移籍後初のシングルリリースとなった。
表題曲は、TVアニメ「『進撃の巨人』The Final Season Part2」のオープニングテーマに書き下ろし起用されている。事前にアナウンスは一切行われず、アニメ放送のタイミングである1月9日に初めて発表された。同発表と同時にレーベル移籍も発表された。
アニメ放送終了後の2022年1月10日にTV Sizeが先行配信リリースされた。
TV Sizeは配信開始から7日で1000万ストリーミング再生を記録し、米ビルボード・ホットハードロックソングチャートでは、初登場の2022年1月22日付で3位、翌週の1月29日付で1位を獲得した。また、3月9日にはTV Size・Full Sizeの再生回数が合計で8000万回を記録した。
2022年1月24日にFull Sizeのリリースが公表され、2月7日より主要音楽サイトにて配信された。
同年5月25日には、ビニール盤を5000枚限定で販売した。こちらはA面に表題曲1曲、B面にそのインスト版とTサイズの2曲曲の、計3曲を収録。また、インスト版のダウンロード配信も開始。

## 収録内容
作詞：MAH・作編曲：SiM
The Rumbling (TV Size)
1. The Rumbling (TV Size) [1:30]

The Rumbling
1. The Rumbling [3:40]